# Vitstreckad höstmal
Vitstreckad höstmal, Ypsolopha parenthesella, är en fjärilsart som först beskrevs av Carl von Linné 1761.  Vitstreckad höstmal ingår i släktet Ypsolopha, och familjen höstmalar, Ypsolophidae. Arten är reproducerande i både Sverige och Finland och enligt respektive rödlista är arten livskraftig, LC, i båda länderna.

## Bildgalleri

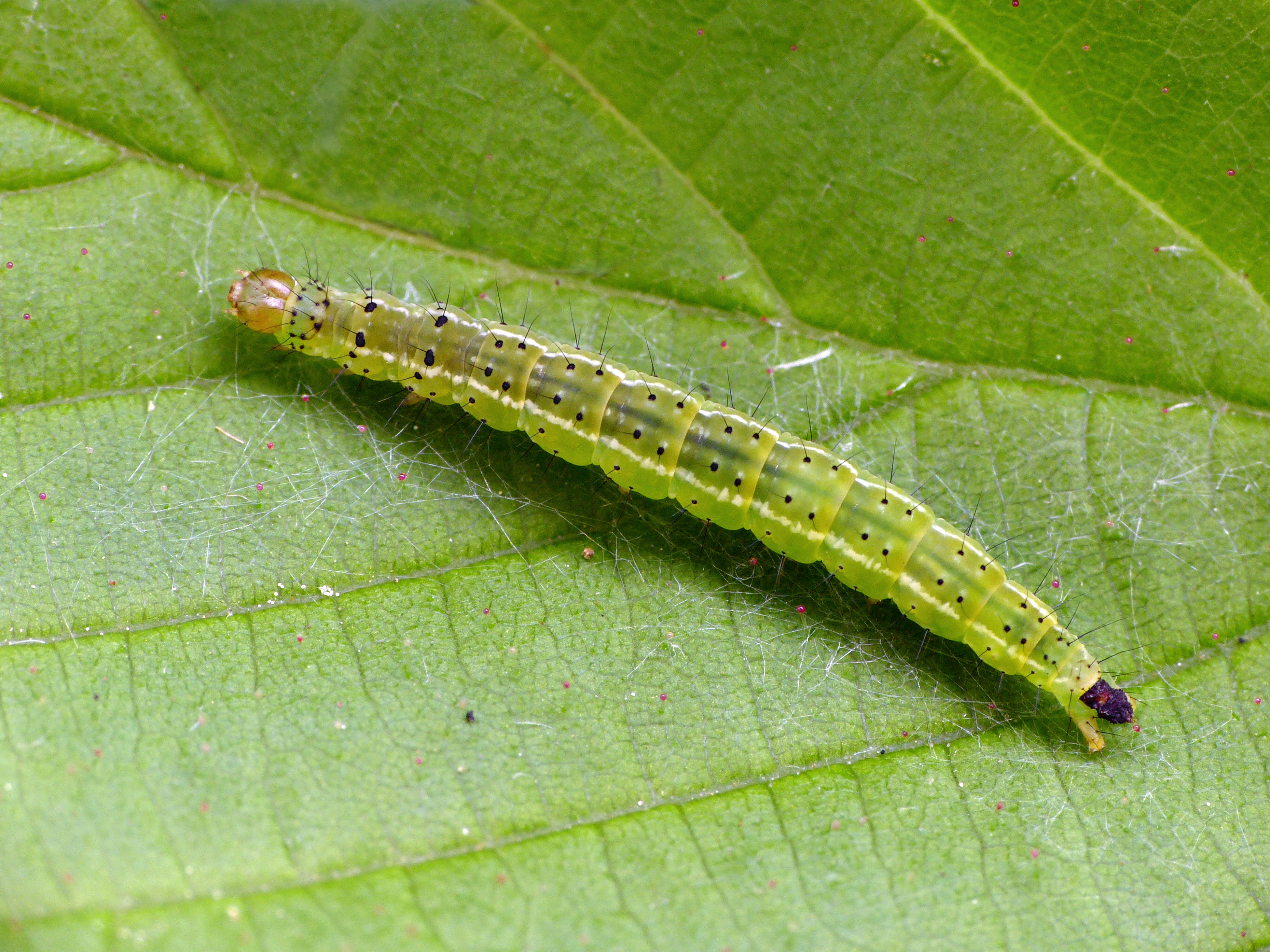
Fjärilens larv.
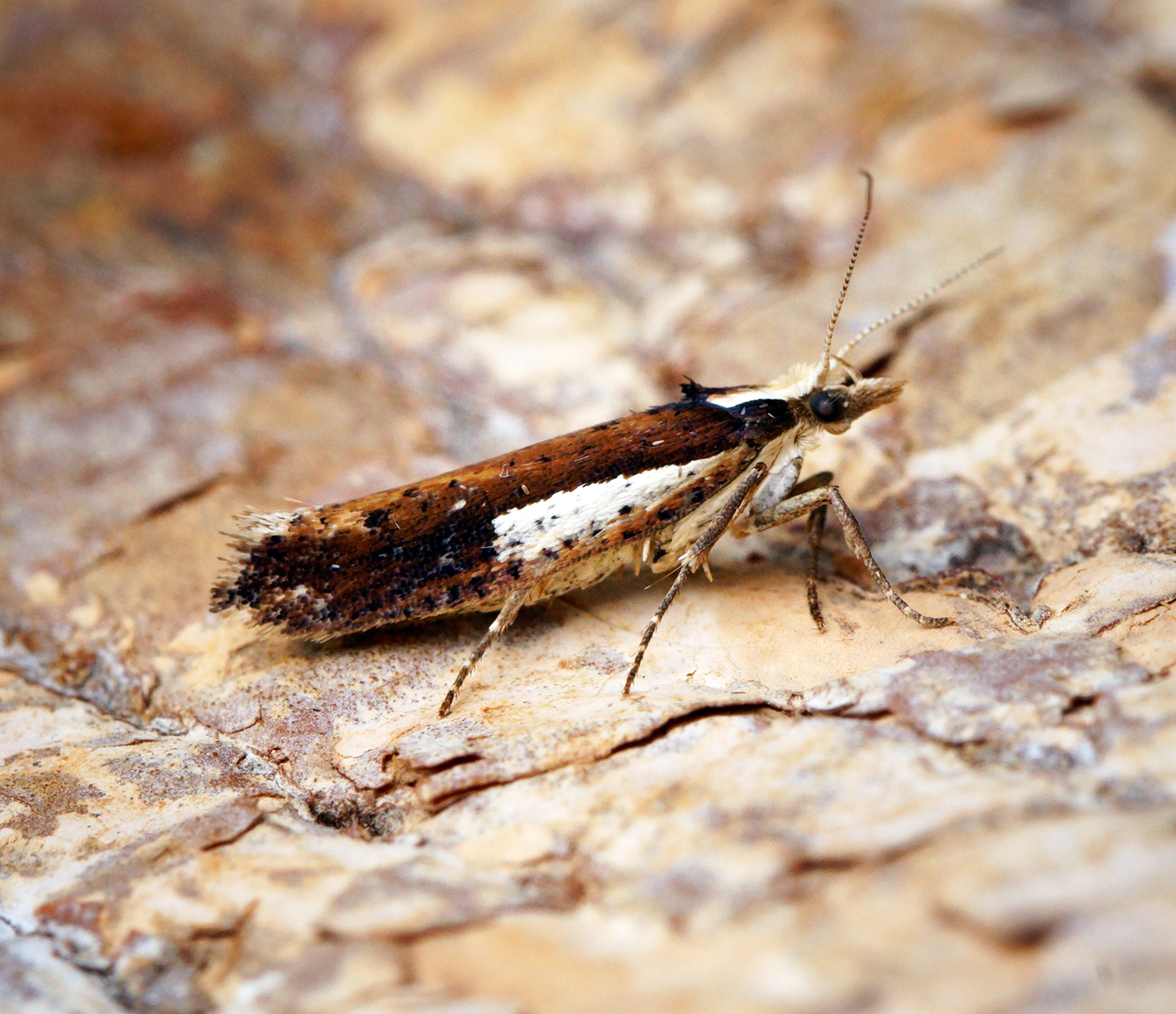
Imago fjäril.
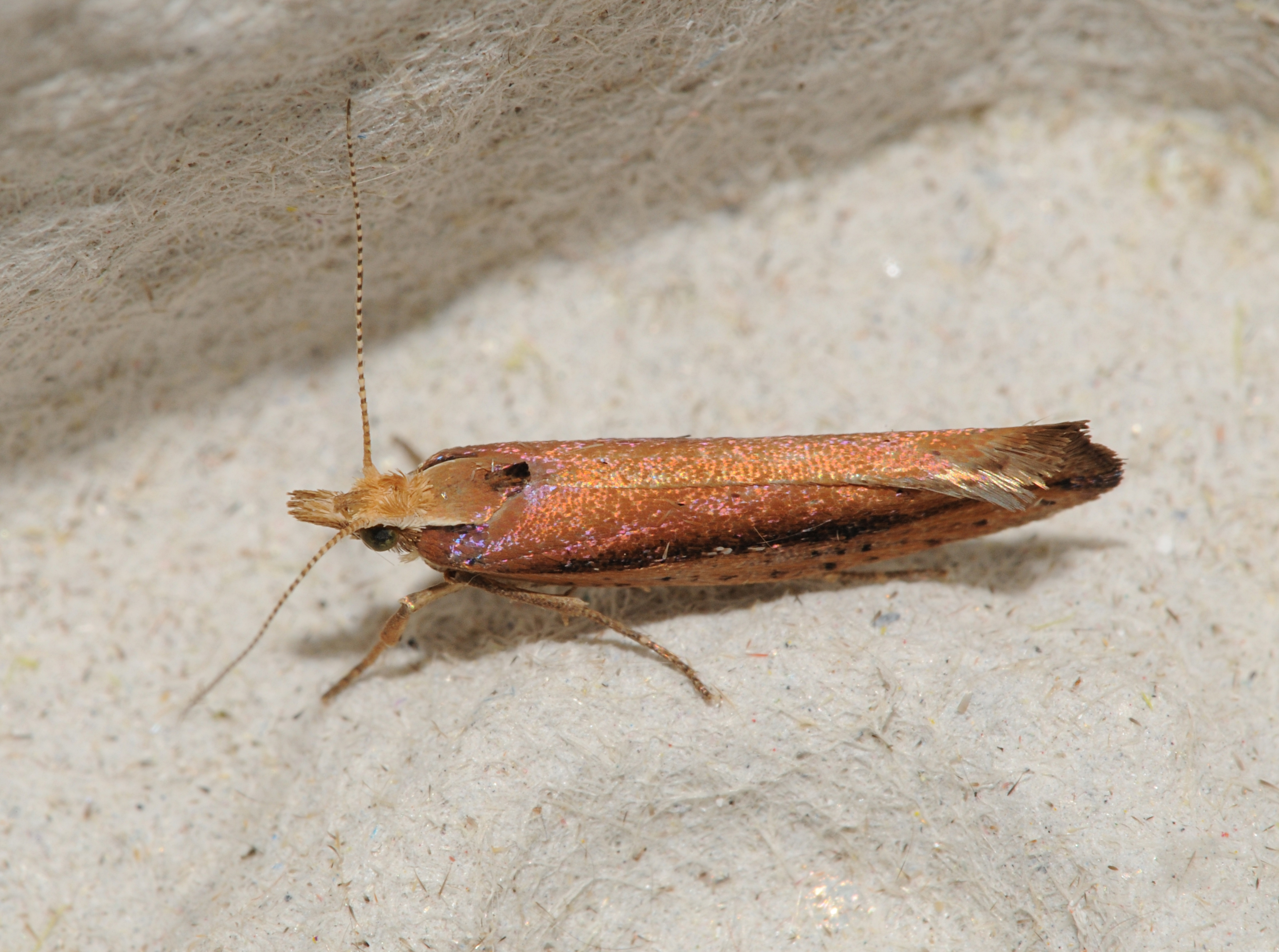
Imago fjäril.
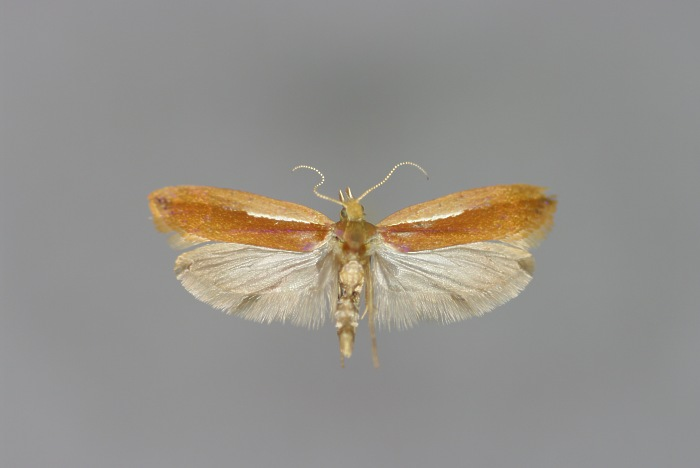
Preparerad (uppnålad) imago fjäril